# Administrador de infraestructuras ferroviarias
Un administrador de infraestructuras ferroviarias o gestor de infraestructuras ferroviarias es un tipo de empresa ferroviaria que se encarga de operar  infraestructura ferroviaria. La mayoría son empresas públicas, pero pueden ser empresas privadas. En la Unión Europea, donde el sector ferroviario está más liberalizado, estas empresas se agrupan en una asociación denominada Administradores Europeos de Infraestructuras Ferroviarias (EIM). 
Algunas de estas empresas, como la rusa RZhD, no solamente administran la infraestructura, sino que también operan el transporte de pasajeros y mercancías, en países donde se mantiene el monopolio del sector.